# Houtloodsen (Goes)
De houtloodsen vormen een monumentaal complex aan de Albert Joachimikade en de Zouterij in Goes, in de Nederlandse provincie Zeeland. 
Rond 1840 is de houten schuur aan de westzijde van de A. Joachimikade opgericht, vermoedelijk een overblijfsel van een oude boerderij. De schuur is dan als touwslagerij in gebruik. Tussen 1853 en 1861 wordt de touwslagerij met pakhuis als houtloods in gebruik genomen. In de periode 1890-1900 wordt de houtloods uitgebreid en worden aan de oostzijde woningen en schuren bijgebouwd. Deze houtschuren gelden als goed bewaard gebleven en vroeg voorbeeld van de schaalvergroting in handel en nijverheid vanaf de 19e eeuw.
De houtloodsen zijn in bezit van de Stichting tot Behoud en Ondersteuning van Monumenten Goes, die ze in 1987-1989 heeft laten ombouwen tot woningen. Het totale complex omvat nu 39 woningen voor eenpersoonshuishoudens en 25 eengezinswoningen. Een deel daarvan bestaat uit aanpalende nieuwbouw.